# Powerplay
Powerplay er et begreb, der (i Danmark) først og fremmest er kendt inden for ishockey. Powerplay opstår når det ene hold får en eller flere spillere vist ud. Det andet hold får så en tidsbegrænset overtalssituation. Typisk vil de være 5 spillere (foruden målmanden) mod 4  eller 3 spillere på modstanderholdet. Ideen er at føre pucken ind i modstandernes zone og tålmodigt spille pucken rundt indtil der viser sig en oplagt scoringsmulighed. Skulle det lykkes at score i en sådan overtalssituation vil modstanderne få "løsladt" en af spillerne fra straffeboksen og vil således spille 5 mod 5 når spillet bliver sat i gang igen (eller 4 mod 5 såfremt de havde to spillere udvist).
Det hold som er i undertal vil som modtræk forsøge at danne en firkant foran eget mål for på den måde at begrænse modstanderne til at spille [|pucken rundt så langt væk fra målet som muligt. Derfor kaldes det at spille i undertal også for boxplay.
Hvis holdet der er i undertal kun har tre spillere på isen vil de tilsvarende forsøge at danne en trekant, typisk med to spillere ved eget mål og en spiller foran dem og på den måde forsøge at forhindre modstanderholdet i at komme for tæt på mål.
Et mål scoret i Powerplay bliver i kampprotokollen bogført som et powerplay-mål med forkortelsen PP. Skulle det derimod lykkes det hold som er i undertal at score betegnes et sådant mål som "shorthanded" og bliver bogført med forkortelsen SH.
På holdene vil der typisk være spillere som i større eller mindre grad specialiserer sig i enten powerplay eller boxplay. En spiller der bruges flittigt i begge situationer kan med rette betragtes som en allround-spiller. Det kræver også en større grad af spilforståelse at være på isen i disse ofte matchafgørende situationer.
Begrebet powerplay anvendes endvidere inden for sportsgrenene lacrosse, indendørs fodbold og håndbold, hvor betydningen af en overtalssituation er stort set den samme som i ishockey. Også inden for for rugby og cricket anvendes begrebet, om end overtalssituationerne her er en anderledes karakter.